# César Olano Aguilar
César Augusto Olano Aguilar es un educador, académico y político peruano. Fue fundador, secretario general y vicerrector administrativo de la  Universidad Alas Peruanas. 
Miembro del Partido Aprista Peruano, fue elegido en las elecciones generales de 1985 como diputado por el departamento de Amazonas llegando a ser secretario de su cámara. Fue reelecto por el mismo partido en las elecciones generales de 1990. Su mandato se vio interrumpido el 5 de abril de 1992 por el autogolpe de Alberto Fujimori.
En 1993, César Olano, citado por el presidente de la Cooperativa de Ahorro y Crédito Alas Peruanas Fidel Ramírez Prado, elaboró los estudios necesarios para la creación de la Universidad Alas Peruanas. La iniciativa fue suscrita por el congresista Anastacio Vega Ascencio. Posteriormente, Olano formó parte de la comisión presidida por Javier Pulgar Vidal que sustentó ante el Consejo Nacional para la Autorización de Funcionamiento de Universidades - CONAFU la propuesta de creación de la Universidad que fue finalmente lograda el 16 de abril de 1996. Desde entonces, Olano ocupó sucesivamente los cargos de Secretario General y Vicerrector Académico de esta universidad.